# Lepechiniinae
1. Preusmjeri Lepechinia